# Passenger (formație)
Passenger, stilizat ca /Passenger, a fost o formație britanică de folk rock, fondată în anul 2003, în Brighton and Hove, Anglia. Ea a fost condusă de Mike Rosenberg, vocalistul principal și compozitorul trupei, și Andrew Phillips. În diferite perioade trupa a activat și sub formă de cvartet și cvintet.
Albumul de debut al formației /Passenger, Wicked Man's Rest a fost lansat în 2007 la Chalkmark. Toate cele 11 piese de pe album au fost scrise de Phillips și Rosenberg. La scurt timp după lansarea albumului, Andrew Philips a părăsit formația. Trupa s-a desființat în 2009.

## Discografie

### Albume
(Pentru albumele cântărețului Mike Rosenberg (Passenger), vezi pagina Passenger (cântăreț))
- Wicked Man's Rest (2007)

### Single-uri
| An   | Single-uri          | Poziții de top | Album             |
| An   | Single-uri          | UK             | Album             |
| ---- | ------------------- | -------------- | ----------------- |
| 2007 | "Wicked Man's Rest" | –              | Wicked Man's Rest |
| 2007 | "Walk You Home"     | 134            | Wicked Man's Rest |
| 2007 | "Do What You Like"  | –              | Wicked Man's Rest |
| 2007 | "Table for One"     | –              | Wicked Man's Rest |